# أنيس حديدان
أنيس حديدان مواليد 9 نوفمبر 1984 هو لاعب كرة سلة تونسي. يلعب مع الملعب النابلي في بطولة تونس لكرة السلة للرجال في مركز مدافع مسدد الهدف.

## المسيرة الاحترافية
لعب حديدان كرة السلة للمحترفين مع الملعب النابلي في البطولة التونسية لكرة السلة.

## المنتخب التونسي
لعب حديدان مع الفريق الوطني التونسي الأول لكرة السلة للرجال، وشارك لأول مرة مع الفريق الأول عندما كان يبلغ من العمر 22 عامًا في بطولة إفريقيا 2009. وظهر نشاطه في ثماني مباريات مع منتخب بلاده الذي فاز بالميدالية البرونزية، وشارك أيضًا مع المنتخب الوطني في بطولة العالم لكرة السلة عام 2010.

## روابط خارجية
- أنيس حديدان على موقع الاتحاد الدولي لكرة السلة (الإنجليزية)
- أنيس حديدان على موقع ريلجم (الإنجليزية)
- أنيس حديدان على موقع بروبوليرز (الإنجليزية)